# Scikit-learn
Scikit-learn (також відома як sklearn або scikits.learn) — це безкоштовна програмна бібліотека машинного навчання для мови програмування Python, яка надає функціональність для створення та тренування різноманітних алгоритмів класифікації, регресії та кластеризації, таких як лінійна регресія, random forest, градієнтний бустинг, і працює у зв'язці з бібліотеками NumPy та SciPy. Scikit-learn є однією з найбільш популярних бібліотек машинного навчання.

## Історія створення
Перша версія бібліотеки була написана Девідом Корнапе влітку 2007 року в рамках програми Google Summer of Code. Пізніше цього ж року Метью Брюхер почав працювати над нею, як частиною своєї дипломної роботи.
2010 року дослідники з INRIA продовжили розробку бібліотеки і 1 лютого 2010 року випустили перший офіційний реліз. Відтоді з'явилося декілька нових релізів бібліотеки, а навколо неї утворилася процвітаюча спільнота з розробників, що продовжують підтримувати та удосконалювати проект.

## Реалізація
Scikit-learn здебільшого написаний на Python та широко використовує NumPy для розв’язання задач лінійної алгебри та операцій з масивами. Крім того, деякі алгоритми написані на Cython для покращення продуктивності. 
Scikit-learn добре інтегрується з багатьма бібліотеками Python, такими як Matplotlib та plotly для побудови графіків, NumPy для масивів, Pandas, SciPy та багатьма іншими.

## Версії
Наприкінці січня 2010 року було опубліковано перший публічний реліз (бета-версія 0.1).
- Серпень 2013 року. scikit-learn 0.14[8]
- Липень 2014 року. scikit-learn 0.15.0[9]
- Березень 2015 року. scikit-learn 0.16.0[10]
- Листопад 2015 року. scikit-learn 0.17.0[11]
- Вересень 2016 року. scikit-learn 0.18.0[12]
- Липень 2017 року. scikit-learn 0.19.0[13]
- Вересень 2018 року. scikit-learn 0.20.0[14]
- Травень 2019 року. scikit-learn 0.21.0[15]
- Грудень 2019 року. scikit-learn 0.22.0[16]
- Травень 2020 року. scikit-learn 0.23.0[17]
- Січень 2021 року. scikit-learn 0.24.0[18]
- Вересень 2021 року. scikit-learn 1.0.0[19]
- Травень 2022 року. scikit-learn 1.1.0[20]